# 이나, 카파티드, 아낙
《이나, 카파티드, 아낙》(타갈로그어: Ina, Kapatid, Anak)는 2012년부터 2013년까지 방영된 필리핀의 드라마이다.